# Adeopapposaurus
Adeopapposaurus mognai
Genre
Espèce
Adeopapposaurus (du grec : « lézard qui mange de loin », en référence à son long cou) est un genre éteint de dinosaures saurischiens de la famille des Massospondylidae, découvert dans la formation géologique du Cañón del Colorado (Jurassique inférieur), de la province de San Juan, en Argentine.

## Description
Il était semblable au genre Massospondylus de la même famille. On en connaît quatre squelettes incomplets avec quatre crânes également incomplets. Le spécimen type, référencé PVSJ568, inclut un crâne et un squelette presque complet jusqu'à peine au-delà des hanches. La forme des os aux extrémités des mandibules supérieures et inférieures suggèrent qu'il avait un bec kératineux. 
On pensa d'abord que les fossiles à présent dénommés Adeopapposaurus représentaient des spécimens de massospondyles sud-américains. Bien que ce ne soit plus le cas, Adeopapposaurus était rangé parmi les Plateosauridae. Adeopapposaurus a été décrit en 2009 par Ricardo N. Martínez. L'espèce type est Adeopapposaurus mognai, en référence à la localité de Mogna où on l'a découvert.